# Алкеос, Йоргос
Йоргос Алкеос (греч. Γιώργος Αλκαίος, 24 декабря 1971, Афины) — греческий поп-певец.
Йоргос Алкеос-Папавасилиу родился 24 декабря 1971 года в Афинах в греко-португальской семье. Сразу после его рождения семья переехала в Бостон, где мальчик жил до трёх лет. После развода родителей Йоргос вместе с отцом, Яннисом Василиу, вернулся на родину.
Музыкальная карьера Йоргоса Алкеоса началась в 1989 году, когда он участвовал в греческом телевизионном реалити-шоу «Элла Сто Фос» производства ERT. После шоу долгое время работал как актёр, в частности играл в «Антигоне» Софокла в театре древнего Эпидавра. Однако впоследствии полностью посвятил себя музыке. Его первый сингл «Ди Ди» имел огромный успех. Его песни характеризуется, прежде всего сочетанием, классических греческих элементов с современной поп-музыкой.
В 2010 году Йоргос Алкеос представлял Грецию на музыкальном конкурсе «Евровидение-2010» в Осло вместе с группой Friends и песней «OPA» (греч. ΩΠΑ). Выступив в первом полуфинале конкурса, Йоргос Алкеос вышел в финал, где занял 8 место.

## Дискография
| - 1992: Me Ligo Trak - 1993: Ah! Kita Me - 1994: Den Pirazi - 1995: Anef Logou (Gold) - 1996: Entos Eaftou (Platinum) - 1997: En Psichro (Platinum) - 1998: Ichi Siopis (Platinum) - 1999: Sirmatoplegma (Gold) - 2000: Pro Ton Pilon - 2001: Oxygono - 2003: Kommatia Psichis - 2004: Ethousa Anamonis: Special Edition - 2006: Nichtes Apo Fos - 2007: Eleftheros - 2008: To Diko Mas Paramithi | - 1998: Ta Dika Mou Tragoudia - 2002: Ta Tragoudia Mou - 2005: Live Tour - 1999: The Remix — EP - 2002: Karma — CD Single |